# كاثي باسباي
كاثي باسباي هي مصممة ملصقات ‏ كندية، ولدت في 1958.